# Too Funky
«Too Funky» — сольный хит британского певца Джорджа Майкла, бывшего участника поп-дуэта Wham!, выпущенный в 1992 году рекорд-компанией Columbia Records из альбома Red Hot + Dance. Тираж сингла превысил 500 000 копий в США и он получил золотую сертификацию RIAA.

## История
Создателем музыкального клипа стал французский модельер Тьери Мюглер, который также был дизайнером одежды, снявшихся в видео многочисленных знаменитых и молодых топ-моделей, например, таких как Ева Герцигова (Чехия), Линда Евангелиста (Канада), Надя Ауэрман (Германия), Эмма Виклунд (Швеция), Estelle Hallyday (Франция), Shana Zadrick (США), Тайра Бэнкс (США), Beverly Peele (США) и Emma Balfour. Там же снялись актрисы Джули Ньюмар (США) и Росси де Пальма (Испания), а также актёры Джоуи Ариас и Lypsinka.
Сингл достиг позиции № 4 в Великобритании, а в США дебютировал на позиции № 84 (где позднее достиг № 10). В Канаде «Too Funky» достиг шестого места в чарте RPM, а в Голландии дошёл до места № 3 в чарте Dutch Top 40.

## Список композиций
| 1. «Too Funky» (Extended) — 5:37 2. «Crazyman Dance» — 5:52 3. «Too Funky» — 3:45 1. «Too Funky» (Extended) — 5:37 2. «Too Jazzy» (Happy Mix) — 5:53 3. «Too Funky» (Digital Mix) — 6:25 1. «Too Funky» (Extended) — 5:37 2. «Too Funky» (Digital Mix) — 6:25 3. «Too Jazzy» (Happy Mix) — 5:53 4. «Too Funky» (single version) — 3:45 5. «Crazyman Dance» — 5:52 1. «Too Funky» — 3:49 2. «Crazyman Dance» — 5:55 3. «Too Funky» (Extended) — 3:39 | 1. «Too Funky» — 3:45 2. «Crazyman Dance» — 3:34 1. «Too Funky» (Extended) — 5:37 2. «Too Funky» (Digital Mix) — 6:25 3. «Too Jazzy» (Happy Mix) — 5:53 4. «Crazyman Dance» — 5:52 1. «Too Funky» (extended) — 5:01 2. «Crazyman Dance» — 6:00 1. «Too Funky» (Extended) — 5:37 2. «Too Jazzy» (Happy Mix) — 5:53 3. «Too Funky» (Digital Mix) — 6:25 |

## Чарты и сертификации
| Чарт (1992-93)                     | Верхняя позиция |
| ---------------------------------- | --------------- |
| Австралия (ARIA)                   | 3               |
| Австрия (Ö3 Austria Top 40)        | 9               |
| Канада (RPM Top Singles)           | 6               |
| Denmark (IFPI)                     | 1               |
| Europe (Eurochart Hot 100)         | 3               |
| Франция (SNEP)                     | 5               |
| Германия (GfK)                     | 12              |
| Greece (Virgin)                    | 2               |
| Italian Albums (Fimi)              | 2               |
| Ирландия (IRMA)                    | 5               |
| Japanese Albums (Oricon)           | 95              |
| Нидерланды (Dutch Top 40)          | 3               |
| Нидерланды (Single Top 100)        | 3               |
| Новая Зеландия (Recorded Music NZ) | 5               |
| Норвегия (VG-lista)                | 2               |
| Portugal (AFP)                     | 5               |
| Швеция (Sverigetopplistan)         | 7               |
| Швейцария (Schweizer Hitparade)    | 6               |
| Великобритания (OCC UK Singles)    | 4               |
| США (Billboard Hot 100)            | 10              |
| США (Billboard Dance Club Songs)   | 20              |

| Чарт (1992)            | Позиция |
| ---------------------- | ------- |
| U.S. Billboard Hot 100 | 58      |

| Регион                                                      | Сертификация | Продажи |
| ----------------------------------------------------------- | ------------ | ------- |
| Австралия (ARIA)                                            | Платиновый   | 70 000^ |
| США (RIAA)                                                  | Золотой      | 500 000 |
| ^ Данные о тиражах приведены только на основе сертификации. |              |         |